# Harige zakpijp
De harige of scheve zakpijp (Ascidiella scabra) is een zakpijpensoort uit de familie van de Ascidiidae. De wetenschappelijke naam van de soort is voor het eerst geldig gepubliceerd in 1776 door Müller.

## Beschrijving
De harige zakpijp is een kleine solitaire zakpijp (meestal kleiner dan 4 cm) met een ovaal lichaam. Omdat deze zakpijp met de zijkant aan het substraat is gehecht staan de in- en uitstroomopeningen dicht bij elkaar ongeveer op hetzelfde niveau bovenop het lichaam. De mantel is half-doorzichtig en meestal getint met rode vlekjes. De soort kan worden verward met de grotere (en veel algemeen voorkomende) ruwe zakpijp (A. aspersa), die vaak op dezelfde plaatsen leeft.

## Verspreiding
Het verspreidingsgebied van de harige zakpijp is noordoostelijke Atlantische Oceaan, van Noorwegen en de Britse Eilanden tot in de Middellandse Zee. De soort kan gevonden worden van laag in het intergetijdengebied tot 300 meter diepte. In Nederland is de harige zakpijp is tamelijk zeldzaam, enkele exemplaren zijn waargenomen in de Oosterschelde en de monding van de Westerschelde.